# Mirza Delibašić
Mirza Delibašić, cirill írással: Мирза Делибашић (Tuzla, 1954. január 9. – Szarajevó, 2001. december 8.) olimpiai és Európa-bajnok jugoszláv válogatott bosnyák kosárlabdázó, edző.

## Pályafutása
1968 és 1972 között a Sloboda Tuzla, 1972 és 1980 között a KK Bosna, 1980 és 1983 között a Real Madrid kosárlabdázója volt. 1983-ban az olasz JuveCaserta csapatához szerződött, ahol Bogdan Tanjević volt a vezetőedző. 1983 augusztusában az olasz Alpokban tartottak edzőtábort, ahonnan délre, Casertába visszatérve majdnem halálos agyvérzést szenvedett. Kritikus állapotban szállították Belgrádba, ahol hónapokig kezelték. Felépült, de az ajtív játékhoz már nem térhetett vissza.
Tagja volt az 1976-os montréali olimpián ezüst-, az 1980-as moszkvain aranyérmes jugoszláv válogatottnak.
1993–94-ben a bosznia-hercegovina férfi kosárlabda-válogatott szövetségi kapitánya volt.

## Magánélete
1970-es évek végén kötött először házasságot. Fia Dario 1979 decemberében született meg. 1980-ban, mikor külföldre szerződött, elvált feleségétől, Brankától. 1986-ban nősült meg újra. Felesége Slavica Šuka a ŽKK Bosna kosárlabdázója volt. Ez év októberében megszületett gyermekük Danko.
Utolsó éveiben folyamatos egészségügyi problémákkal küzdött súlyos alkoholizmusa miatt. 2001. december 8-án hunyt el 47 évesen.
A KK Bosna sportcsarnokát róla nevezték el.

## Sikerei, díjai
- FIBA's 50 Greatest Players (1991)
- Bosznia-Herzegovina – A 20. század sportember (2000)
- FIBA Hall of Fame (2007)

Jugoszlávia
- Olimpiai játékok
  - aranyérmes: 1980, Monszkva
  - ezüstérmes: 1976, Montréal
- Európa-bajnokság
  - aranyérmes (2): 1975, Jugoszlávia, 1977, Belgium
  - ezüstérmes: 1981, Csehszlovákia
  - bronzérmes: 1979, Olaszország

KK Bosna
- Jugoszláv bajnok: 1978, 1980
- Jugoszláv kupagyőztes: 1978
- Korać kupa 1978
- Európa kupa: 1979

Real Madird
- Spanyol bajnok: 1982
- Interkontinentális kupa: 1981